# Jacqueline Scott
Jacqueline Sue Scott (25 de junho de 1931 – 23 de julho de 2020) foi uma atriz americana que apareceu na Broadway e em vários filmes, mas principalmente atuou como convidada em mais de 100 programas de televisão.

## Biografia
Filha de John e Maxine Scott, ela se estabeleceu em Neosho, Missouri, onde se formou na Neosho High School em 1949. Ela então foi para Nova Iorque e frequentou o Hunter College.
Sua experiência inicial no palco veio quando ela viajou com um show em uma tenda no Missouri. Na Broadway, ela interpretou Susan Dennison em The Wooden Dish (1955) e Rachel Brown em Inherit the Wind (1955–57).
Scott fez sua estreia no cinema em Macabre, de William Castle (1958). Durante a produção de Macabre em 1957, ela conheceu Gene Lesser e eles se casaram alguns meses depois.
Ela começou sua carreira na televisão contracenando com estrelas como Helen Hayes ao vivo na televisão. Entre 1958 e 1960, Scott fez três participações especiais em Perry Mason: Amelia Armitage em "The Case of the Daring Decoy" (1958), Sally Wilson em "The Case of the Glittering Goldfish" (1959) e Kathi Beecher em "The Case of the Glittering Goldfish" (1959) e Kathi Beecher em "The Case of the Glittering Goldfish" (1959). Caso da Vila Violenta" (1960). Na série de televisão The Fugitive, Scott interpretou a irmã do Dr. Richard Kimble (David Janssen) em cinco episódios transmitidos entre 1964 e 1967, incluindo o final em duas partes que na época se tornou o programa de maior audiência da história da televisão.
Entre seus papéis no cinema, Scott interpretou a esposa do personagem de James Stewart no filme teatral Firecreek (1968), e a malfadada esposa fora da lei de Walter Matthau em Charley Varrick (1973).

## Morte
Scott morreu em 23 de julho de 2020, em sua casa em Los Angeles, de câncer de pulmão, poucas semanas depois que seu marido de 63 anos, o ator Gene Lesser, que morreu em 23 de junho.